# Dança de rua

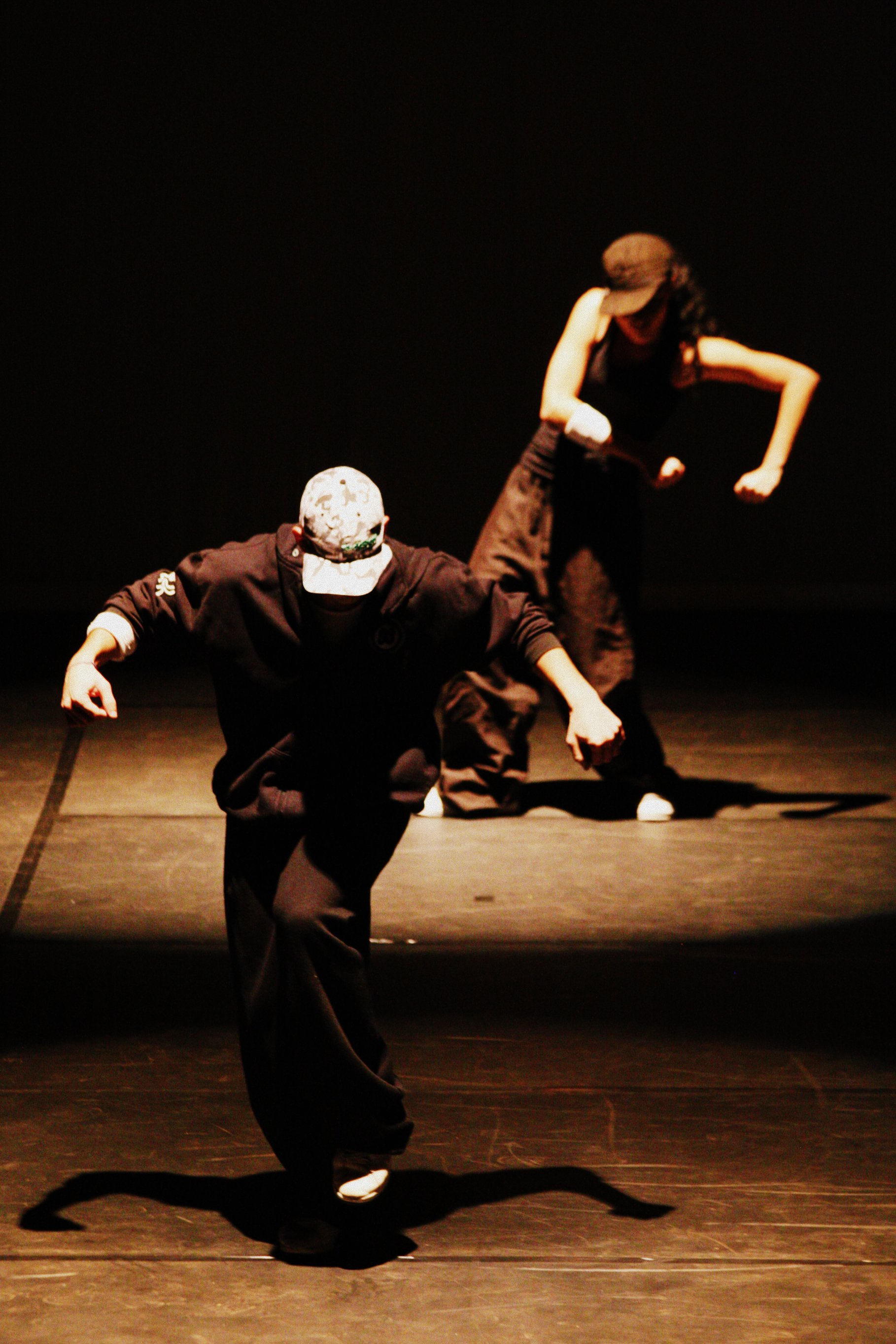
Dois dan se apresentando na competição URBANOS, no Brasil.

Dança urbana (dança de rua) é um estilo de dança que se desenvolveu a partir do dance studio (possivelmente nos Estados Unidos). Consiste em uma forma de dança que pode ocorrer em ruas, blocos, parques, locais abertos, raves e clubes. O termo é usado para descrever danças que ocorrem em um contexto urbano. As primeiras influências surgiram na época da grande crise econômica dos EUA de 1929, quando os músicos e dançarinos que trabalhavam em cabarés ficaram desempregados e começaram a fazer seus shows nas ruas. Em 1967, o cantor James Brown lançou essa dança através do Funk (diferente do Carioca), estilo musical que tem entre seus artistas Michael Jackson, Paula Lima, Le Gusta, Funk N' Lata, entre outros.